# Musa Haxhiu
Musa Haxhiu (ur. 15 marca 1939 w Peciu, zm. 2007 w stanie Ohio) – jugosłowiański i kosowski kardiolog oraz pulmonolog, w latach 1990–1992 prezes Akademii Nauk i Sztuk Kosowa.

## Życiorys
Ukończył szkołę podstawową i średnią w rodzinnym Peciu. W 1963 roku ukończył studia medyczne w Belgradzie, specjalizował się następnie w chorobach płuc; jednocześnie pracował w szpitalu w Peciu. W 1971 roku uzyskał magisterium z dziedziny kardiologii, dwa lata później obronił pracę doktorską na Uniwersytecie w Zagrzebiu.
Pracował jako profesor jednej z uczelni w Prisztinie, gdzie wykładał anatomię, biofizykę, fizjologię i pediatrię. Od 1990 do 1992 roku pełnił funkcję prezesa Akademii Nauk i Sztuk Kosowa. Zamieszkał w Stanach Zjednoczonych, gdzie zmarł w 2007 roku.